# Підіймальна сила

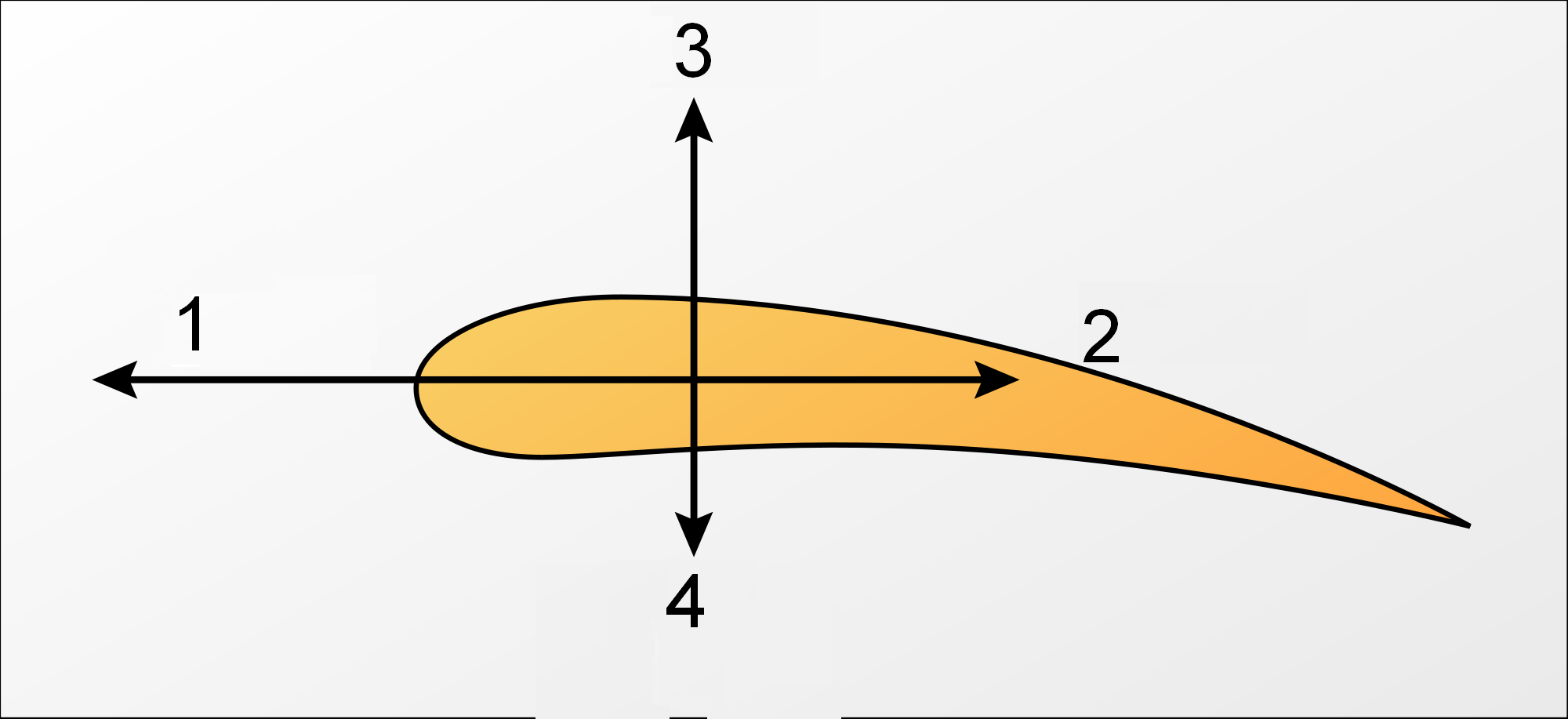
Аеродинамічні сили, що діють на крило літака: 1 — тяга; 2 — лобовий спротив; 3 — підіймальна сила; 4 — вага

Підіймальна сила — це складова загальної аеродинамічної сили, яка перпендикулярна до вектора швидкості руху повітряного потоку і діє на аеродинамічний профіль у повітряному потоці (на відміну від складової загальної аеродинамічної сили, яка паралельна вектору швидкості і визначається як аеродинамічний опір).
З фізичної точки зору природа підіймальної сили ґрунтується на двох законах: закону Бернуллі (обернена залежність тиску середовища на тіло від швидкості його обтікання) і Третього закону Ньютона (сила F, з якою крило в повітряному потоці тисне на повітряний потік, відхиляючи його вниз, створює силу протидії -F, з якою повітряний потік тисне на крило з протилежним напрямом вгору). Відповідно, підіймальна сила крила виникає внаслідок різниці тиску над крилом і під ним. 
Аеродинамічна формула підіймальної сили крила має вигляд:
{\displaystyle Y=C_{y}{\frac {\rho V^{2}}{2}}S\,}
де:
- Y — підіймальна сила (Н)
- Cy — коефіцієнт підіймальної сили (безрозмірнісна величина, що визначає підіймальну силу крила певного профілю з відомим кутом атаки)
- ρ — густина повітря на поточній висоті польоту (кг/м³)
- V — швидкість повітряного потоку (м/с)
- S — площа крила (м²)

Таким чином, підіймальна сила крила залежить від коефіцієнта підіймальної сили, густини (щільності) повітря, швидкості повітряного потоку і площі крила, причому у всіх випадках напрямлена вгору, перпендикулярно до набіжного повітряного потоку.

## Загальний огляд
Плин рідини (або газу), що тече довкола поверхні тіла, впливає на нього деякою силою. Немає різниці чи це рідина плине повз нерухоме тіло чи то тіло пересувається крізь сталий об'єм рідини. Підіймальна сила це компонент цієї сили, який перпендикулярний до напряму потоку, що насувається. Підіймальна сила завжди супроводжується силою опору, котрий є складовою поверхневої сили паралельної до напрямку плину рідини.
Підіймальну силу зазвичай пов'язують із крилом літака, хоча вона утворюється насправді й іншими обтічними тілами в повітрі, як-от пропелер, кайт, гвинт,  спойлер автомобіля, морські вітрила і повітряні турбіни, а також кілем, кермом і підводними крилами кораблів. Підіймальну силу також використовують тварини, особливо птахи, кажани, комахи і навіть рослини, завдяки формі насіння деяких дерев.
Хоча загальне значення слова підіймати передбачає щось протилежне силі тяжіння, підіймальна сила загалом технічно може мати будь-який напрямок відносно сили тяжіння, оскільки вона задається лише напрямом плину, а не тяжінням. Коли літак перебуває в горизонтальному прямому польоті, більша частина підіймальної сили дійсно буде протилежною тяжінню. Однак, коли літак в наборі висоти, зниженні чи в крені, підіймальна сила відхилена від вертикалі. Підіймальна сила може навіть бути напрямлена донизу в деяких аеробатичних маневрах, або у спойлера на перегоновому автомобілі. Підіймальна сила також може бути переважно горизонтальною, наприклад на вітрильному судні.

## Спрощене фізичне пояснення підіймальної сили профілю крила

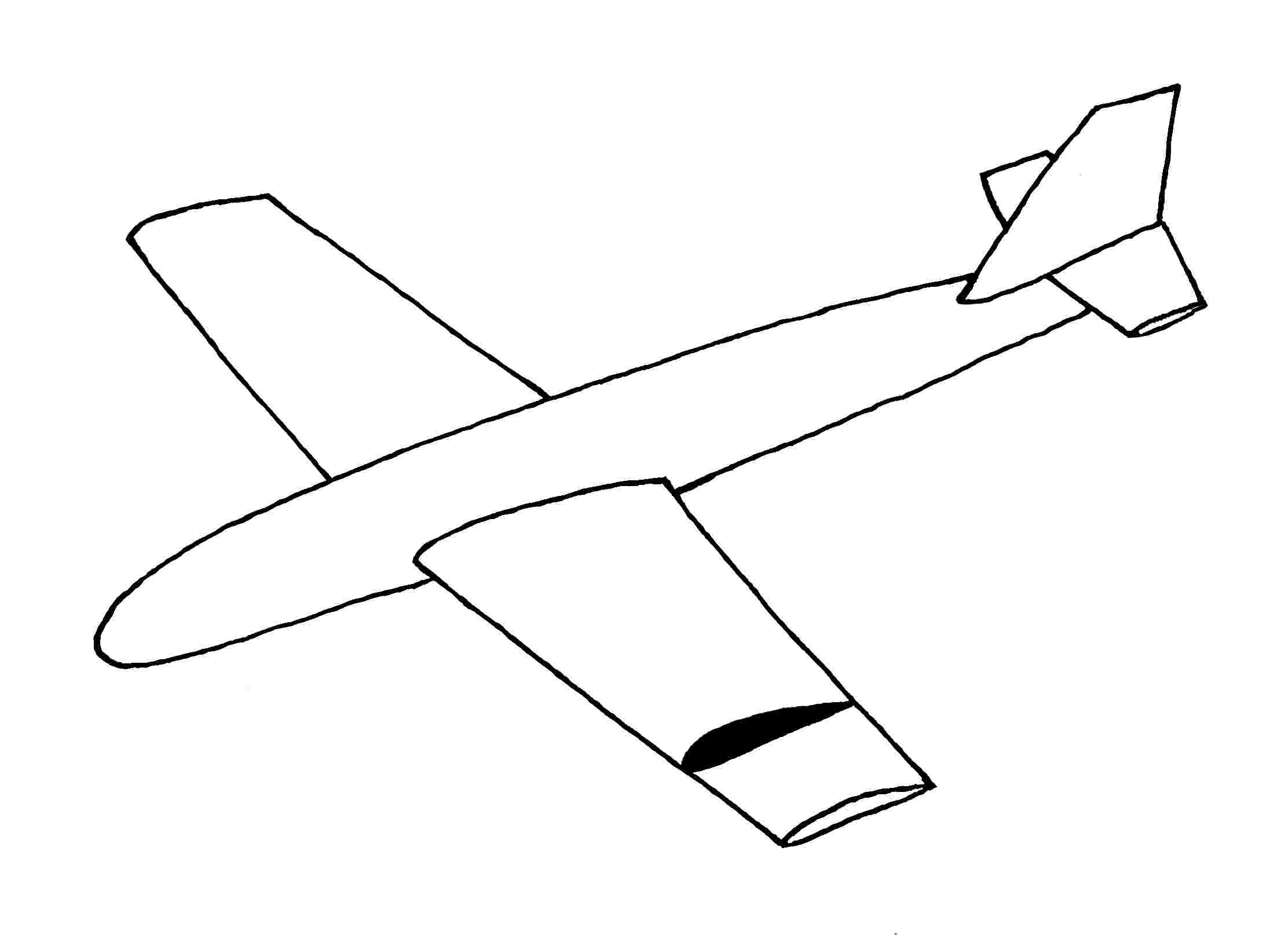
Профіль крила це поперечний розріз крила

Плин потоку повітря довкола аеродинамічного профілю.

Аеродинамічний профіль має таку обтічну форму, що здатна утворювати підіймальну силу по величині більшу за протидію. Плоска поверхня також може утворювати підіймальну силу, але не так діяльно як аеродинамічний профіль, із набагато більшим опором.
Існує декілька способів пояснення як профіль утворює підіймальну силу. Деякі є складнішими або більш математично точні ніж інші; а деякі обґрунтовано не правильні. Наприклад, існують пояснення, що ґрунтуються безпосередньо на Ньютонових законах руху і пояснення основані на законі Бернуллі. Обидва можна використовувати для пояснення підіймальної сили.

### Відхилення плину потоку і закони Ньютона
Профіль крила утворює підіймальну силу створюючи силу напруження вниз на повітря, яке плине повз нього. Відповідно до третього закону Ньютона, повітря повинно створити однакову протилежну силу (направлену вгору) на профіль, яка і є підіймальною силою.
Потік повітря змінює напрям під час проходження повз профіль крила і плине траєкторією що відхиляється вниз. Відповідно до другого закону Ньютона, така зміна потоку повинна бути викликана силою, спрямованою донизу що діє на повітря, і спричиненою профілем. Тоді, відповідно до третього закону Ньютона, повітря повинно утворювати протилежну силу, направлену вгору на профіль. Загальний результат полягає в тому, що сила протидії — підіймальна сила, утворюється у відповідь на зміну напрямку руху повітря. У разі з крилом літака, крило породжує силу направлену вниз, а повітря породжує силу направлену вгору, котра діє на крило.
Поворот потоку донизу, спричинює не лише нижня частина поверхні профілю, але і повітря яке протікає верхньою частиною, має значний внесок в те, що плин повітря направляється вниз.

### Збільшення швидкості потоку і принцип Бернуллі
Закон Бернуллі стверджує, що у разі рівного плину повітря з постійною енергією, коли воно протікає крізь ділянку меншого тиску, воно прискорюється і навпаки. Отже, існує прямий математичний зв'язок між тиском і швидкістю, тож, якщо нам відома швидкість руху в усіх точках повітряного потоку ми можемо розрахувати тиск і навпаки. Для будь-якого аеродинамічного профілю, котрий утворює підіймальну силу, повинна існувати різниця тиску, тобто менший середній тиск повітря в верхній частині порівняно з нижньою. Принцип Бернуллі стверджує, що ця різниця тиску повинна врівноважуватися різницею швидкості руху потоку.

#### Збереження маси
Починаючи із схематичного представлення потоку, в теорії і дослідах, збільшення швидкості плину над верхньою частиною поверхні, можна пояснити з точки зору стискання струменів (умовних труб) потоку і збереження маси.
Якщо вважати, що повітря є нестисненим, швидкість об'ємного плину (тобто літрів на хвилину) має бути постійним в кожному струмені оскільки матерія не може утворитися чи зникнути. Якщо струмінь стає тоншим, швидкість плину повинна зрости у звуженій частині, аби зберегти постійну швидкість. Це є застосування закону збереження маси.
Верхні струменеві трубки звужуються, коли вони перетікають довкола профілю. Закон збереження мас приводить до твердження, що швидкість потоку має зрости, оскільки площа струменю зменшується. Так само, нижні струмені розширюються, а течія сповільнюється.
Із принципу Бернуллі, тиск на верхню поверхню, де потік рухається швидше, має бути меншим за тиск на нижній частині профілю, де потік плине повільніше. Існує різниця тиску, яка утворює загальну аеродинамічну силу, яка направлена догори.

#### Вади тлумачення, що засновані на законі Бернуллі
- Вищенаведене пояснення, не роз'яснює чому розмір струменів змінюється. Аби зрозуміти, через що плин повітря є саме таким, необхідний більш складний аналіз.[25][26][27]
- Іноді, для доведення причини — чому змінюється розмір струменів, наводиться аргумент із геометрії: стверджується що верхня частина "перешкоджає" або "стискає" повітря більше ніж нижня, звідси виникає звуження струменів. Для звичайної форми профілю крила, в яких нижня частина більш плоска, а верх опуклий, це має якийсь інтуїтивний сенс. Але це не роз'яснює як плоскі поверхні, симетричні профілі, вітрила вітрильників, або звичайні профілі, під час перевернутого польоту можуть утворювати підіймальну силу, і спроби розрахувати підіймальну силу на основі сумарного звужування не дає змогу передбачити експериментальні результати.[28][29][30][31]
- Загальне пояснення, засноване на принципі Бернуллі, говорить про те, що повітря повинне проходити повз верхню і нижню частину профілю за однаковий час і це визначає збільшення швидкості на (довшому) верхньому боці крила. Але це твердження є хибним; зазвичай відбувається так, що частинки плину проходячи повз верхню поверхню досягають задньої крайки крила раніше ніж коли проходять повз нижню.[32]

### Різниця тиску
Тиск це сила напруження на одиницю площі, утворюється повітрям і діє на нього самого і на поверхні до яких воно торкається. Підіймальна сила передається через тиск, що діє перпендикулярно до поверхні аеродинамічного профілю. Повітря постійно має фізичний дотик з усіма точками. Отже, загальна сила виражається як різниця тиску. Напрям загальної сили випливає з того, що середній тиск на верхній частині поверхні є меншим ніж середній тиск на нижній частині.
Виникнення цієї різниці тиску пов’язано із вигнутим плином повітря. Кожного разу, коли рідина плине вигнутою траєкторією, утворюється градієнт тиску, перпендикулярний напрямку плину, в якому більший тиск утворюється на зовнішній частині кривої і менший на внутрішній. Цей прямий зв'язок між вигнутими струменями плину і різницею тиску, був отриманий із другого закону Ньютона ще 1754 року Леонардом Ейлером:
{\displaystyle {\frac {\operatorname {d} p}{\operatorname {d} R}}=\rho {\frac {v^{2}}{R}}}
Ліва частина рівняння задає різницю тиску, що перпендикулярна плину потоку. В правій частині ρ це густина, v це швидкість, і R радіус викривлення. Ця формула показує, що більші швидкості і значніша вигнутість, створюють більшу різницю тиску і що для прямолінійного потоку (R → ∞) різниця тиску дорівнюватиме нулю.

### Форма аеродинамічного профілю

Вигнутий аеродинамічний профіль у порівнянні із симетричним аеродинамічним профілем

Підіймальна сила залежить від форми аеродинамічного профілю, особливо від степені його вигнутості (кривини, за якої верхня частина поверхні більш вигнута ніж нижня частина поверхні). Взагалі, збільшення вигнутості збільшує підіймальну силу.
Вигнуті аеродинамічні профілі здатні утворювати підіймальну силу при нульовому куті атаки. Коли лінія хорди в горизонті, задня крайка крила направлена донизу отже повітря, яке протікає повз задню крайку відхиляється вниз. Коли вигнутий профіль перевернутий навпаки, можна підібрати такий кут атаки, що підіймальна сила буде направлена вгору. Це пояснює як літак може здійснювати перевернутий політ.

### Кут атаки
Кут атаки це кут між хордовою лінією аеродинамічного профілю і набіглим плином повітря. Симетричний аеродинамічний профіль буде утворювати нульову підіймальну силу у разі нульового кута атаки. Але із збільшенням кута атаки, повітря відхилятиметься на більший кут і вертикальна складова швидкості повітряного плину збільшується, завдяки цьому утворюючи більшу підіймальну силу. Для малих кутів симетричний профіль буде утворювати підіймальну силу пропорційну до величини кута атаки.
Із збільшенням кута атаки, підіймальна сила набуває найбільшого значення при деякому куті; збільшення кута атаки більше ніж цей критичний кут атаки призводить до відокремлення потоку від верхньої частини крила; потік перестає менше відхилятися вниз і профіль утворює менше підіймальної сили. Це явище називають звалюванням.

### Параметри плину та інше
До навколишніх умов середовища, що впливають на підіймальну силу стосуються щільність, в'язкість і швидкість плину. Підіймальна сила пропорційна щільності середовища і приблизно пропорційна квадрату швидкості плину. Щільність, зі свого боку, може залежати від температури і, на високих швидкостях що перевищують швидкість звука в середовищі, ефектами стискання. Підіймальна сила також залежить від розміру крила, і загалом пропорційна від площі крила, що спроектована на напрям підіймальної сили. В теорії аеродинаміки й інженерних розрахунках часто є зручним виразити підіймальну силу кількісно через "коефіцієнт підіймальної сили", що визначений таким чином, щоби врахувати ці пропорційні параметри.

## Математичні теорії підіймальної сили
Математичні теорії підіймальної сили основані на механіці суцільних рідин, припускаючи що повітря плине як неперервна матерія. Підіймальна сила утворюється у відповідності до основоположних законів фізики, найбільш потрібними є наступні три закони:
- Збереження імпульсів, що натомість є наслідком Ньютонівських законів руху, особливо другого закону Ньютона, який пов'язує силу прикладену до елементу повітря із зміною швидкості імпульсу.
- Збереження мас, який припускає, що поверхня профілю крила є непроникною для повітря, котре перетікає довкола.
- Збереження енергії, який говорить, що енергія не може бути створена чи знищена.

### Коефіцієнт підіймальної сили
Коефіцієнт підіймальної сили, що безпосередньо впливає на підіймальну силу крила  — це безрозмірна величина, що визначає підіймальну силу крила певного профілю в залежності від куту атаки. Коефіцієнт визначається дослідно в аеродинамічній трубі, або за теоремою Жуковского. Формулу розрахунку підіймальної сили через коефіцієнт підіймальної сили розробили брати Райт і Джон Смітон на початку XX століття.